# Bovini

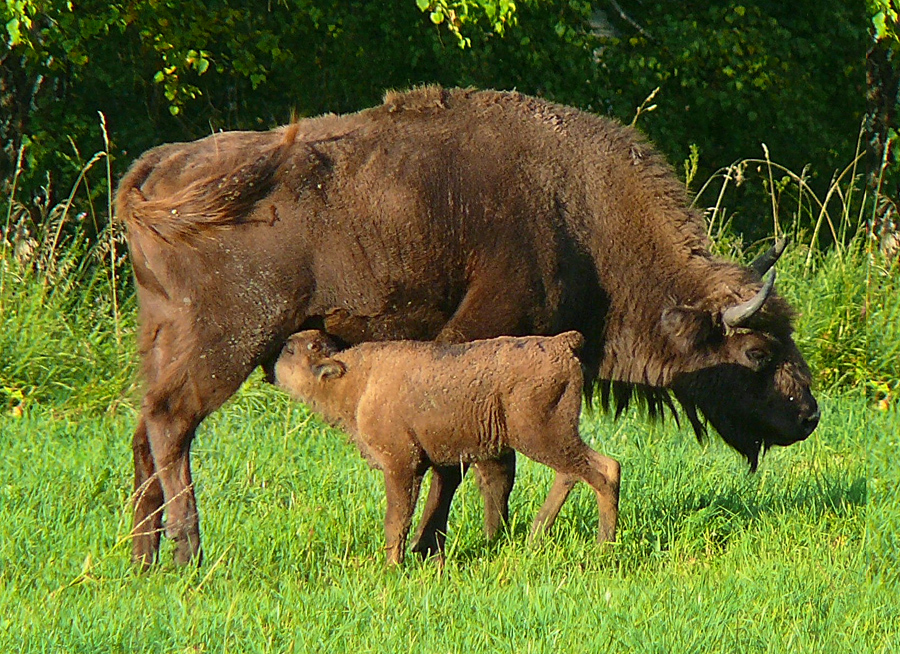
Bisonte europeo con il piccolo.

I Bovini Gray, 1821 sono una tribù della famiglia dei Bovidi (Bovidae). Animali grandi e tozzi, alcuni di essi svolgono un ruolo importante come animali da fattoria, ad esempio il bue domestico, ed alcune specie di questo gruppo sono note come «bufali», sebbene tale appellativo risulti del tutto arbitrario e non abbia alcuna rilevanza sistematica.

## Descrizione
I bovini della tribù Bovini presentano una lunghezza testa-tronco di 160-350 cm, ai quali vanno aggiunti 18-110 cm di coda. L'altezza al garrese varia da 60 a 200 cm e il peso da 150 a 1350 kg (i celebri «tori da combattimento» spagnoli pesano circa 500 kg). Sono animali con il tronco generalmente piuttosto massiccio, il cranio largo, più o meno assottigliato nella parte anteriore. 
Le corna sono presenti in entrambi i sessi ma quelle dei maschi sono spesso molto più massicce; hanno una sezione rotonda o triangolare, e sono prive di velluto. In alcune specie vi è una giogaia, ed un rilievo muscolare dorsale molto pronunciato, sostenuto dal prolungamento delle apofisi spinose delle vertebre toraciche. 
Mancano le ghiandole facciali e interdigitali. Il mantello, di solito colorato nei toni del grigio, marrone o nero, è in genere corto e rasato, più raramente lanoso e allungato a formare una criniera; la coda termina con un ciuffo più o meno evidente. Vi sono quattro capezzoli e 32 denti, con formula dentaria I 0/3, C 0/1, P 3/3, M 3/3. Come tutti i ruminanti, possiedono uno stomaco multicamerato, che consente loro di consumare alimenti vegetali difficili da digerire.

## Distribuzione e habitat
L'area di distribuzione originaria dei Bovini comprendeva l'America settentrionale, l'Eurasia e l'Africa. Vivono in ambienti molto diversi tra loro: molte specie preferiscono le folte boscaglie, altre le steppe libere ricche di erba, alcune sono diffuse nelle zone montuose fino a un'altitudine di 5000-6000 metri; tutti i Bovini devono vivere in vicinanza di corsi d'acqua, e la maggior parte di essi mostra un istintivo desiderio di bagnarsi o rotolarsi nel fango. Come tutti i ruminanti, sono prettamente erbivori, e la loro alimentazione, a seconda dell'ambiente in cui vivono, è costituita da erbe e tuberi, foglie, bacche, germogli, corteccia di alberi e di cespugli, piante acquatiche e palustri e talvolta addirittura da muschio e licheni.

## Rapporti con l'uomo
L'uomo ha addomesticato almeno cinque specie di Bovini, l'uro, il banteng, il gaur, lo yak e il bufalo indiano; i buoi domestici e i bufali domestici in particolare si sono diffusi in tutto il mondo e vivono anche allo stato brado in regioni dove originariamente non era presente nessun tipo di Bovini. Al contrario, la maggior parte delle specie selvatiche si trova sull'orlo dell'estinzione. L'uro si estinse nel XVII secolo e il couprey è probabilmente scomparso negli anni '80. Il tamarù è elencato dalla IUCN come «in pericolo critico» e molte altre specie sono minacciate.

## Tassonomia
Quello dei Bovini è un gruppo tassonomico relativamente recente. I più antichi resti fossili ascrivibili ad esso risalgono al Pliocene. Presumibilmente ebbe origine in Asia, diffondendosi in seguito in Europa, America settentrionale e Africa, e raggiunse la massima varietà di specie nel corso del Pleistocene.

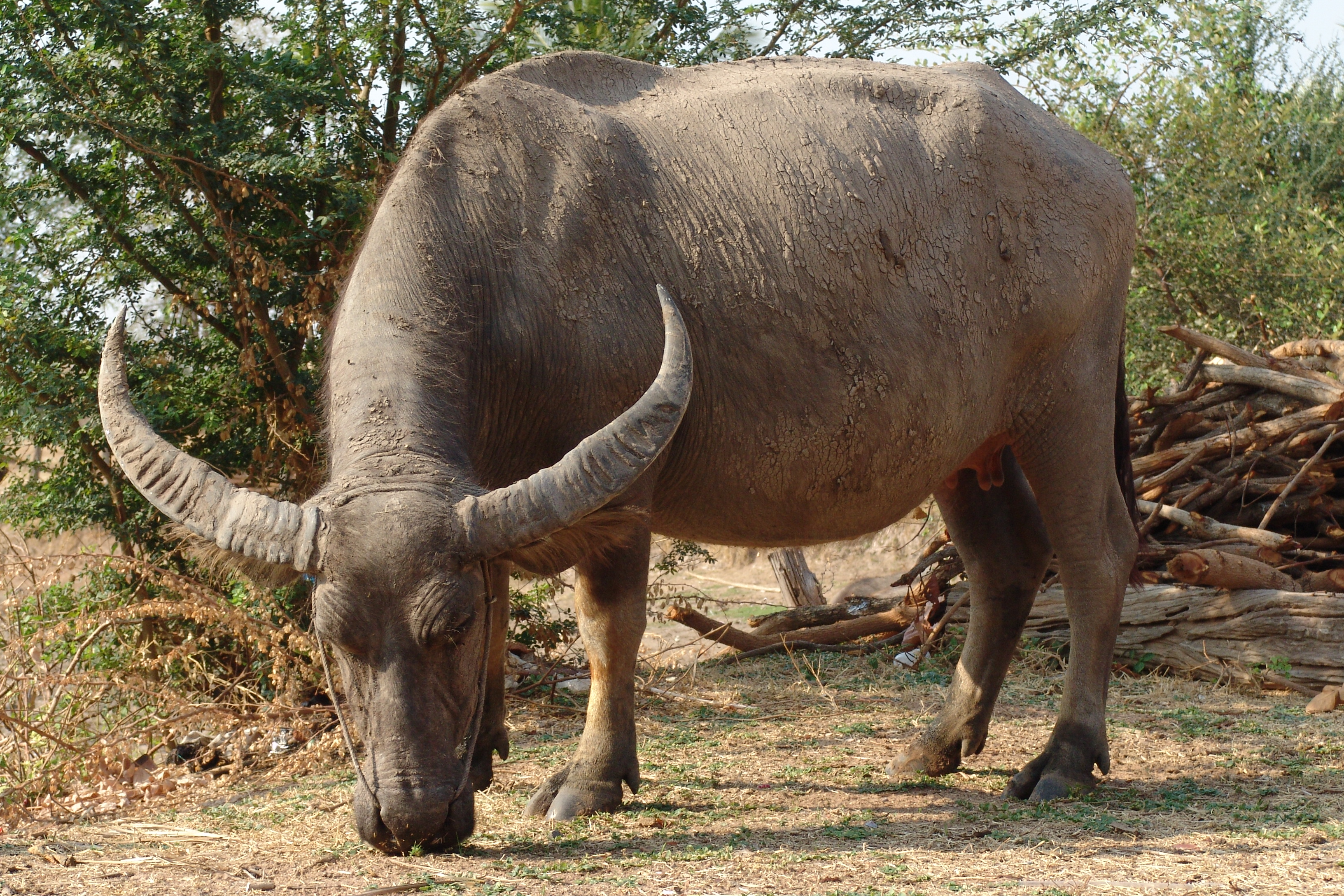
Bufalo domestico (Bubalus bubalis).

Attualmente gli zoologi classificano tra i Bovini quattro generi, per un totale di 18 specie, cinque delle quali domestiche e una estinta in epoca storica:
- Tribù Bovini Gray, 1821
  - Genere Bison C. H. Smith, 1827
    - Bison bison (Linnaeus, 1758) - bisonte americano;
    - Bison bonasus (Linnaeus, 1758) - bisonte europeo.

  - Genere Bos Linnaeus, 1758
    - Bos gaurus C. H. Smith, 1827 - gaur;
      - Bos frontalis C. H. Smith, 1827 - gayal;

    - Bos javanicus C. H. Smith, 1827 - banteng;
    - Bos mutus Przewalski, 1883 - yak;
      - Bos grunniens C. H. Smith, 1827 - yak domestico;

    - † Bos primigenius Bojanus, 1827 - uro;
      - Bos indicus C. H. Smith, 1827 - zebù;
      - Bos taurus C. H. Smith, 1827 - bue domestico;

    - Bos sauveli Urbain, 1937 - couprey.

  - Genere Bubalus Linnaeus, 1558
    - Bubalus arnee (Kerr, 1792) - bufalo indiano;
      - Bubalus bubalis C. H. Smith, 1827 - bufalo domestico;

    - Bubalus depressicornis (C. H. Smith, 1827) - anoa di pianura;
    - Bubalus mindorensis Heude, 1888 - tamarù;
    - Bubalus quarlesi (Ouwens, 1910) - anoa di montagna.

  - Genere Syncerus Hodgson, 1847
    - Syncerus caffer (Sparrman, 1779) - bufalo cafro.

  - Genere Pseudoryx Dung, Giao, Chinh, Tuoc, Arctander e MacKinnon, 1993
    - Pseudoryx nghetinhensis Dung, Giao, Chinh, Tuoc, Arctander e MacKinnon, 1993 - saola.

La posizione tassonomica della tribù non è ben definita. Alcuni studiosi pongono tra i Bovini anche l'antilope quadricorne e altri classificano l'enigmatico e misterioso saola in una tribù a parte, gli Pseudorygini. Parenti stretti dei Bovini sono i Boselaphini e i Tragelaphini, assieme ai quali formano la sottofamiglia Bovinae della famiglia Bovidae.

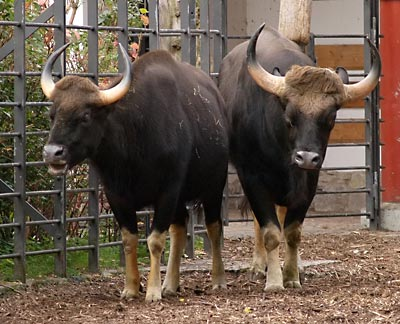
Gaur (Bos gaurus).

Originariamente il genere Bison, con le sue due specie, il bisonte americano (Bison bison) e quello europeo (B. bonasus), è sempre stato considerato un'entità distinta rispetto ai bovini propriamente detti (Bos). Tuttavia, uno studio di genetica molecolare basato sull'analisi del DNA mitocondriale pubblicato da Alexandre Hassanin e Anne Ropiquet nel 2004 è giunto ad una conclusione diversa: il bisonte americano sarebbe un parente stretto dello yak, mentre quello europeo sarebbe più strettamente imparentato con l'estinto uro (e pertanto con il bue domestico). Bisogna però sottolineare che le indagini sul DNA mitocondriale rivelano solamente le relazioni matrilineari, e quindi solo una piccola parte delle possibili relazioni tassonomiche. Al contrario, l'analisi del cromosoma Y (che rivela anch'esso solo una piccola parte delle possibili relazioni) supporta il sistema classico con la suddivisione tra i generi Bos e Bison. La soluzione del «mistero» si è avuta solamente nel 2016, quando Julien Soubrier dell'Università di Adelaide, in Australia, e i suoi colleghi hanno scoperto che il bisonte europeo è il frutto di un incrocio, avvenuto circa 120.000 anni fa, fra l'antico ed estinto bisonte delle steppe (Bison priscus), antenato diretto del bisonte americano, e l'uro (Bos primigenius). Confrontando il DNA mitocondriale estratto da ossa e denti attribuibili ad antichi bisonti rinvenuti nelle caverne di tutta Europa con quello di Bison priscus e dei bisonti moderni, gli studiosi hanno scoperto che alcuni campioni mostravano dei caratteri distintivi molto differenti sia dal bisonte europeo sia da qualsiasi altra specie conosciuta, facendo ipotizzare l'esistenza di un'altra misteriosa specie, che è risultata essere il bisonte europeo. Il bisonte europeo odierno sembra geneticamente molto diverso dal suo cugino preistorico perché dovette superare un drammatico collo di bottiglia genetico che negli anni '20 del XX secolo lo ridusse a soli 12 individui. È stata proprio tale differenza genetica che ha disorientato gli studiosi per molto tempo.
I rapporti di parentela tra i vari membri della tribù dei Bovini sono mostrati nel seguente albero filogenetico:
|  | Bubalus arnee (bufalo indiano) |
|  |                                |
|  | Bubalus mindorensis (tamarù)   |
|  |                                |

|  | Bubalus quarlesi (anoa di montagna)      |
|  |                                          |
|  | Bubalus depressicornis (anoa di pianura) |
|  |                                          |

|  | Bubalus arnee (bufalo indiano) |
|  |                                |
|  | Bubalus mindorensis (tamarù)   |
|  |                                |

|  | Bubalus quarlesi (anoa di montagna)      |
|  |                                          |
|  | Bubalus depressicornis (anoa di pianura) |
|  |                                          |

|  | Bubalus arnee (bufalo indiano) |
|  |                                |
|  | Bubalus mindorensis (tamarù)   |
|  |                                |

|  | Bubalus quarlesi (anoa di montagna)      |
|  |                                          |
|  | Bubalus depressicornis (anoa di pianura) |
|  |                                          |

|  | Bubalus arnee (bufalo indiano) |
|  |                                |
|  | Bubalus mindorensis (tamarù)   |
|  |                                |

|  | Bubalus quarlesi (anoa di montagna)      |
|  |                                          |
|  | Bubalus depressicornis (anoa di pianura) |
|  |                                          |

|  | Bos (Bison) bonasus (bisonte europeo) |
|  |                                       |
|  | Bos primigenius (uro)                 |
|  |                                       |

|  | Bos mutus (yak)                       |
|  |                                       |
|  | Bos (Bison) bison (bisonte americano) |
|  |                                       |

|  | Bos sauveli (couprey)                                                         |
|  |                                                                               |
|  | \| \| Bos javanicus (banteng) \| \| \| \| \| \| Bos gaurus (gaur) \| \| \| \| |
|  |                                                                               |
|  | Bos javanicus (banteng)                                                       |
|  |                                                                               |
|  | Bos gaurus (gaur)                                                             |
|  |                                                                               |

|  | Bos javanicus (banteng) |
|  |                         |
|  | Bos gaurus (gaur)       |
|  |                         |

|  | Bos mutus (yak)                       |
|  |                                       |
|  | Bos (Bison) bison (bisonte americano) |
|  |                                       |

|  | Bos sauveli (couprey)                                                         |
|  |                                                                               |
|  | \| \| Bos javanicus (banteng) \| \| \| \| \| \| Bos gaurus (gaur) \| \| \| \| |
|  |                                                                               |
|  | Bos javanicus (banteng)                                                       |
|  |                                                                               |
|  | Bos gaurus (gaur)                                                             |
|  |                                                                               |

|  | Bos javanicus (banteng) |
|  |                         |
|  | Bos gaurus (gaur)       |
|  |                         |

|  | Bos (Bison) bonasus (bisonte europeo) |
|  |                                       |
|  | Bos primigenius (uro)                 |
|  |                                       |

|  | Bos mutus (yak)                       |
|  |                                       |
|  | Bos (Bison) bison (bisonte americano) |
|  |                                       |

|  | Bos sauveli (couprey)                                                         |
|  |                                                                               |
|  | \| \| Bos javanicus (banteng) \| \| \| \| \| \| Bos gaurus (gaur) \| \| \| \| |
|  |                                                                               |
|  | Bos javanicus (banteng)                                                       |
|  |                                                                               |
|  | Bos gaurus (gaur)                                                             |
|  |                                                                               |

|  | Bos javanicus (banteng) |
|  |                         |
|  | Bos gaurus (gaur)       |
|  |                         |

|  | Bos mutus (yak)                       |
|  |                                       |
|  | Bos (Bison) bison (bisonte americano) |
|  |                                       |

|  | Bos sauveli (couprey)                                                         |
|  |                                                                               |
|  | \| \| Bos javanicus (banteng) \| \| \| \| \| \| Bos gaurus (gaur) \| \| \| \| |
|  |                                                                               |
|  | Bos javanicus (banteng)                                                       |
|  |                                                                               |
|  | Bos gaurus (gaur)                                                             |
|  |                                                                               |

|  | Bos javanicus (banteng) |
|  |                         |
|  | Bos gaurus (gaur)       |
|  |                         |

|  | Bubalus arnee (bufalo indiano) |
|  |                                |
|  | Bubalus mindorensis (tamarù)   |
|  |                                |

|  | Bubalus quarlesi (anoa di montagna)      |
|  |                                          |
|  | Bubalus depressicornis (anoa di pianura) |
|  |                                          |

|  | Bubalus arnee (bufalo indiano) |
|  |                                |
|  | Bubalus mindorensis (tamarù)   |
|  |                                |

|  | Bubalus quarlesi (anoa di montagna)      |
|  |                                          |
|  | Bubalus depressicornis (anoa di pianura) |
|  |                                          |

|  | Bubalus arnee (bufalo indiano) |
|  |                                |
|  | Bubalus mindorensis (tamarù)   |
|  |                                |

|  | Bubalus quarlesi (anoa di montagna)      |
|  |                                          |
|  | Bubalus depressicornis (anoa di pianura) |
|  |                                          |

|  | Bubalus arnee (bufalo indiano) |
|  |                                |
|  | Bubalus mindorensis (tamarù)   |
|  |                                |

|  | Bubalus quarlesi (anoa di montagna)      |
|  |                                          |
|  | Bubalus depressicornis (anoa di pianura) |
|  |                                          |

|  | Bos (Bison) bonasus (bisonte europeo) |
|  |                                       |
|  | Bos primigenius (uro)                 |
|  |                                       |

|  | Bos mutus (yak)                       |
|  |                                       |
|  | Bos (Bison) bison (bisonte americano) |
|  |                                       |

|  | Bos sauveli (couprey)                                                         |
|  |                                                                               |
|  | \| \| Bos javanicus (banteng) \| \| \| \| \| \| Bos gaurus (gaur) \| \| \| \| |
|  |                                                                               |
|  | Bos javanicus (banteng)                                                       |
|  |                                                                               |
|  | Bos gaurus (gaur)                                                             |
|  |                                                                               |

|  | Bos javanicus (banteng) |
|  |                         |
|  | Bos gaurus (gaur)       |
|  |                         |

|  | Bos mutus (yak)                       |
|  |                                       |
|  | Bos (Bison) bison (bisonte americano) |
|  |                                       |

|  | Bos sauveli (couprey)                                                         |
|  |                                                                               |
|  | \| \| Bos javanicus (banteng) \| \| \| \| \| \| Bos gaurus (gaur) \| \| \| \| |
|  |                                                                               |
|  | Bos javanicus (banteng)                                                       |
|  |                                                                               |
|  | Bos gaurus (gaur)                                                             |
|  |                                                                               |

|  | Bos javanicus (banteng) |
|  |                         |
|  | Bos gaurus (gaur)       |
|  |                         |

|  | Bos (Bison) bonasus (bisonte europeo) |
|  |                                       |
|  | Bos primigenius (uro)                 |
|  |                                       |

|  | Bos mutus (yak)                       |
|  |                                       |
|  | Bos (Bison) bison (bisonte americano) |
|  |                                       |

|  | Bos sauveli (couprey)                                                         |
|  |                                                                               |
|  | \| \| Bos javanicus (banteng) \| \| \| \| \| \| Bos gaurus (gaur) \| \| \| \| |
|  |                                                                               |
|  | Bos javanicus (banteng)                                                       |
|  |                                                                               |
|  | Bos gaurus (gaur)                                                             |
|  |                                                                               |

|  | Bos javanicus (banteng) |
|  |                         |
|  | Bos gaurus (gaur)       |
|  |                         |

|  | Bos mutus (yak)                       |
|  |                                       |
|  | Bos (Bison) bison (bisonte americano) |
|  |                                       |

|  | Bos sauveli (couprey)                                                         |
|  |                                                                               |
|  | \| \| Bos javanicus (banteng) \| \| \| \| \| \| Bos gaurus (gaur) \| \| \| \| |
|  |                                                                               |
|  | Bos javanicus (banteng)                                                       |
|  |                                                                               |
|  | Bos gaurus (gaur)                                                             |
|  |                                                                               |

|  | Bos javanicus (banteng) |
|  |                         |
|  | Bos gaurus (gaur)       |
|  |                         |

|  | Bubalus arnee (bufalo indiano) |
|  |                                |
|  | Bubalus mindorensis (tamarù)   |
|  |                                |

|  | Bubalus quarlesi (anoa di montagna)      |
|  |                                          |
|  | Bubalus depressicornis (anoa di pianura) |
|  |                                          |

|  | Bubalus arnee (bufalo indiano) |
|  |                                |
|  | Bubalus mindorensis (tamarù)   |
|  |                                |

|  | Bubalus quarlesi (anoa di montagna)      |
|  |                                          |
|  | Bubalus depressicornis (anoa di pianura) |
|  |                                          |

|  | Bubalus arnee (bufalo indiano) |
|  |                                |
|  | Bubalus mindorensis (tamarù)   |
|  |                                |

|  | Bubalus quarlesi (anoa di montagna)      |
|  |                                          |
|  | Bubalus depressicornis (anoa di pianura) |
|  |                                          |

|  | Bubalus arnee (bufalo indiano) |
|  |                                |
|  | Bubalus mindorensis (tamarù)   |
|  |                                |

|  | Bubalus quarlesi (anoa di montagna)      |
|  |                                          |
|  | Bubalus depressicornis (anoa di pianura) |
|  |                                          |

|  | Bos (Bison) bonasus (bisonte europeo) |
|  |                                       |
|  | Bos primigenius (uro)                 |
|  |                                       |

|  | Bos mutus (yak)                       |
|  |                                       |
|  | Bos (Bison) bison (bisonte americano) |
|  |                                       |

|  | Bos sauveli (couprey)                                                         |
|  |                                                                               |
|  | \| \| Bos javanicus (banteng) \| \| \| \| \| \| Bos gaurus (gaur) \| \| \| \| |
|  |                                                                               |
|  | Bos javanicus (banteng)                                                       |
|  |                                                                               |
|  | Bos gaurus (gaur)                                                             |
|  |                                                                               |

|  | Bos javanicus (banteng) |
|  |                         |
|  | Bos gaurus (gaur)       |
|  |                         |

|  | Bos mutus (yak)                       |
|  |                                       |
|  | Bos (Bison) bison (bisonte americano) |
|  |                                       |

|  | Bos sauveli (couprey)                                                         |
|  |                                                                               |
|  | \| \| Bos javanicus (banteng) \| \| \| \| \| \| Bos gaurus (gaur) \| \| \| \| |
|  |                                                                               |
|  | Bos javanicus (banteng)                                                       |
|  |                                                                               |
|  | Bos gaurus (gaur)                                                             |
|  |                                                                               |

|  | Bos javanicus (banteng) |
|  |                         |
|  | Bos gaurus (gaur)       |
|  |                         |

|  | Bos (Bison) bonasus (bisonte europeo) |
|  |                                       |
|  | Bos primigenius (uro)                 |
|  |                                       |

|  | Bos mutus (yak)                       |
|  |                                       |
|  | Bos (Bison) bison (bisonte americano) |
|  |                                       |

|  | Bos sauveli (couprey)                                                         |
|  |                                                                               |
|  | \| \| Bos javanicus (banteng) \| \| \| \| \| \| Bos gaurus (gaur) \| \| \| \| |
|  |                                                                               |
|  | Bos javanicus (banteng)                                                       |
|  |                                                                               |
|  | Bos gaurus (gaur)                                                             |
|  |                                                                               |

|  | Bos javanicus (banteng) |
|  |                         |
|  | Bos gaurus (gaur)       |
|  |                         |

|  | Bos mutus (yak)                       |
|  |                                       |
|  | Bos (Bison) bison (bisonte americano) |
|  |                                       |

|  | Bos sauveli (couprey)                                                         |
|  |                                                                               |
|  | \| \| Bos javanicus (banteng) \| \| \| \| \| \| Bos gaurus (gaur) \| \| \| \| |
|  |                                                                               |
|  | Bos javanicus (banteng)                                                       |
|  |                                                                               |
|  | Bos gaurus (gaur)                                                             |
|  |                                                                               |

|  | Bos javanicus (banteng) |
|  |                         |
|  | Bos gaurus (gaur)       |
|  |                         |

|  | Bubalus arnee (bufalo indiano) |
|  |                                |
|  | Bubalus mindorensis (tamarù)   |
|  |                                |

|  | Bubalus quarlesi (anoa di montagna)      |
|  |                                          |
|  | Bubalus depressicornis (anoa di pianura) |
|  |                                          |

|  | Bubalus arnee (bufalo indiano) |
|  |                                |
|  | Bubalus mindorensis (tamarù)   |
|  |                                |

|  | Bubalus quarlesi (anoa di montagna)      |
|  |                                          |
|  | Bubalus depressicornis (anoa di pianura) |
|  |                                          |

|  | Bubalus arnee (bufalo indiano) |
|  |                                |
|  | Bubalus mindorensis (tamarù)   |
|  |                                |

|  | Bubalus quarlesi (anoa di montagna)      |
|  |                                          |
|  | Bubalus depressicornis (anoa di pianura) |
|  |                                          |

|  | Bubalus arnee (bufalo indiano) |
|  |                                |
|  | Bubalus mindorensis (tamarù)   |
|  |                                |

|  | Bubalus quarlesi (anoa di montagna)      |
|  |                                          |
|  | Bubalus depressicornis (anoa di pianura) |
|  |                                          |

|  | Bos (Bison) bonasus (bisonte europeo) |
|  |                                       |
|  | Bos primigenius (uro)                 |
|  |                                       |

|  | Bos mutus (yak)                       |
|  |                                       |
|  | Bos (Bison) bison (bisonte americano) |
|  |                                       |

|  | Bos sauveli (couprey)                                                         |
|  |                                                                               |
|  | \| \| Bos javanicus (banteng) \| \| \| \| \| \| Bos gaurus (gaur) \| \| \| \| |
|  |                                                                               |
|  | Bos javanicus (banteng)                                                       |
|  |                                                                               |
|  | Bos gaurus (gaur)                                                             |
|  |                                                                               |

|  | Bos javanicus (banteng) |
|  |                         |
|  | Bos gaurus (gaur)       |
|  |                         |

|  | Bos mutus (yak)                       |
|  |                                       |
|  | Bos (Bison) bison (bisonte americano) |
|  |                                       |

|  | Bos sauveli (couprey)                                                         |
|  |                                                                               |
|  | \| \| Bos javanicus (banteng) \| \| \| \| \| \| Bos gaurus (gaur) \| \| \| \| |
|  |                                                                               |
|  | Bos javanicus (banteng)                                                       |
|  |                                                                               |
|  | Bos gaurus (gaur)                                                             |
|  |                                                                               |

|  | Bos javanicus (banteng) |
|  |                         |
|  | Bos gaurus (gaur)       |
|  |                         |

|  | Bos (Bison) bonasus (bisonte europeo) |
|  |                                       |
|  | Bos primigenius (uro)                 |
|  |                                       |

|  | Bos mutus (yak)                       |
|  |                                       |
|  | Bos (Bison) bison (bisonte americano) |
|  |                                       |

|  | Bos sauveli (couprey)                                                         |
|  |                                                                               |
|  | \| \| Bos javanicus (banteng) \| \| \| \| \| \| Bos gaurus (gaur) \| \| \| \| |
|  |                                                                               |
|  | Bos javanicus (banteng)                                                       |
|  |                                                                               |
|  | Bos gaurus (gaur)                                                             |
|  |                                                                               |

|  | Bos javanicus (banteng) |
|  |                         |
|  | Bos gaurus (gaur)       |
|  |                         |

|  | Bos mutus (yak)                       |
|  |                                       |
|  | Bos (Bison) bison (bisonte americano) |
|  |                                       |

|  | Bos sauveli (couprey)                                                         |
|  |                                                                               |
|  | \| \| Bos javanicus (banteng) \| \| \| \| \| \| Bos gaurus (gaur) \| \| \| \| |
|  |                                                                               |
|  | Bos javanicus (banteng)                                                       |
|  |                                                                               |
|  | Bos gaurus (gaur)                                                             |
|  |                                                                               |

|  | Bos javanicus (banteng) |
|  |                         |
|  | Bos gaurus (gaur)       |
|  |                         |